# Xsolla
Xsolla é uma empresa global de serviços de pagamento, fornecendo soluções de rentabilização personalizada para jogos online. Sendo uma das poucas empresas de serviços de pagamento de trabalho apenas na indústria de jogos. Xsolla tem 8 anos de experiência e mais de 500 meios de pagamento nas Américas, Europa, Rússia, MENA, Ásia e Oceania. Entre os métodos de pagamento ativados através do Xsolla temos os cartões de crédito e débito, serviços bancários on-line, dinheiro e pagamentos móveis, e-wallets e cartões pré-pagos.
Com sede na Califórnia, EUA, Xsolla tem escritórios em Moscovo e Perm, Rússia, Kiev e Ucrânia. O serviço é utilizado por empresas líderes de jogos , tais como Valve (Steam), ),  Aeria Games,  BigPoint, Gameforge, Ankama, Wargaming.net, Gaijin Entertainment, GoodGame Studios, Snail Games, e muitos mais.

## História

### Inícios
Fundada em 2005, em Perm, na Rússia por  Shurick Agapitov, Xsolla (ex-2Pay) fornecia serviços de pagamento por meio de métodos de retribuição locais (quiosques, cartões pré-pagos, ordens de pagamento e e-wallets). A empresa estava inicialmente orientada para criadores e edição de jogos russos. Depois de ter adicionado o PayPal e opções de pagamento por sms, o 2Pay entrou no mercado CIS e começou sua expansão global.

### Crescimento
Em 2010, a sede 2Pay foi transferida para Sherman Oaks, CA. A empresa mudou o seu nome para Xsolla, com a sua imagem corporativa sendo projetado pelo Art. Lebedev Studio,  um estúdio de web design russo agregado ao motor de busca Yandex, Alfa-Bank, Gazeta.ru, Lenta.ru e muitos outros.
Escritórios adicionais em Moscovo e Kiev foram abertos, e o primeiro escritório da empresa nas Perm transformou-se no mais importante centro de R & D.

### Expetativas
Até o final de 2013, Xsolla planeia abrir um novo escritório na Europa (provavelmente nos Países Baixos) para perseguir seu objetivo estratégico de ganhar uma quota de mercado significativa na região. De acordo com Shurick Agapitov, mais de 50% da receita Xsolla chegará a partir de programadores e editores de jogos europeus e norte-americanos em 2014.
A empresa anunciou a sua intenção de diversificar os seus negócios através do fornecimento de novos serviços. Em agosto de 2013, Xsolla apresentou a sua solução de facturação de nível mundial para programadores e editores bem como os planos para fornecer serviços de marketing e ajudar os programadores de jogos independentes.

## Serviços

### Pagamento de serviços
A partir de agosto de 2013 Xsolla trabalhar com mais de 500 sistemas de pagamento em todo o mundo, entre os quais cartões de crédito e pré-pagos, pagamentos móveis, de SMS, e-wallets, dinheiro e e-cash e pagamento em quiosques.
Juntamente com métodos de pagamento universais - como cartões Visa, MasterCard, Maestro, American Express e PayPal – Xsolla oferece centenas de opções de pagamentos locais por sms Entre eles estão os bancos locais (Chase, Bank of America, U.S. Bank, Citibank, etc. nos EUA, Sberbank, Alfa-Bank, Russian Standard Bank, etc. na Russia, La Caixa e IberCaja na Espanha, e por ai em diante), Provedores de serviços móveis locais (T-Mobile e Vodafone na Alemanha, MTS, Beeline, MegaFon e Rostelecom na Russia, T-Mobile, Verizon, AT&T, Sprint nos EUA, etc.), e-wallets locais (Skrill, Neteller na Europa, Yandex.Money, QIWI e Webmoney na Russia, Cherry Credits e Alipay na China), e muitos mais.
O serviço é motorizado pela marca patenteada, PayRank que personaliza opções de pagamentos locais através de sms a cada usuário individual com base numa série de variáveis (localização, histórico de pagamento, tipo de jogo, valor monetário, etc). Das possíveis 500 opções de pagamento, o usuário é apresentado a uma seleção dos locais mais relevantes.
O número de métodos de pagamento disponíveis cresceu sete vezes desde 2010, quando Xsolla ainda oferecia 70 opções globais.  Novos métodos de pagamento são disponibilizados uma base regular e automaticamente adicionando ao Xsolla projetos existentes. 

### Outros serviços

#### Faturação
Em agosto de 2013, Xsolla apresentou o seu serviço de cobrança. O novo serviço permite que os editores e programadores de jogos obtenham apoio abrangente na cobrança dos jogos.
Hospedando páginas de faturação de jogos, o  Xsolla define preços na moeda local, permite um clique de pagamentos, executa vendas e promoções individuais, presta serviços jurídicos de contabilidade, e cria relatórios analíticos personalizados.

#### Gestão de Fraude
Xsolla afirma que o seu serviço de gestão de fraudes e cobrança cobre um amplo espectro de eventos, incluindo cobranças.

#### Apoio ao Cliente
Outro serviço auxiliar fornecido pelo Xsolla é o apoio ao cliente. É multilingue e está disponíveis 24/7.

### Produtos

#### PayStation
Paystation é uma ferramenta Xsolla adaptada a diferentes interfaces, incluindo i-frame, para uso in-game, celular, tablet e uso na web. Ele apresenta todas as opções de pagamento disponíveis via Xsolla ordenadas por país e tipo. A versão 2.0 do paystation foi demonstrada na E3, no centro de convenções em Los Angeles em 2012.

#### PayBar
PayBar é uma versão compacta da paystation concebida para maximizar a conversão utilizando um espaço mínimo. Esta ferramenta exibe várias opções de pagamento recomendado, e utilizado anteriormente, e permite lançar uma versão completa da paystation. PayBar estreou na E3, em junho de 2012, e, em seguida, revelou-se na Gamescom 2012, em Colônia.

#### PayRank
PayRank é uma marca patenteada que classifica os métodos de pagamento individualmente para cada usuário em particular, fazendo com que os mais relevantes sejam de fácil acesso.  De acordo com Shurick Agapitov, CEO da empresa, "Xsolla fornece um serviço muito mais rico e mais profundo, proporcionando as opções de pagamentos mais relevantes para os jogadores, não importa em que parte do mundo eles estejam. As peças de otimização vêm direto da marca patenteada pendente chamada PayRank. Ter mais de 350 opções de pagamentos na nossa plataforma, mostrando aos jogadores as opções mais relevantes, é a chave por trás do nosso sistema. Usamos comportamentos aprendidos, dados geo-ip, acompanhamento de conversões, e muito mais para identificar a ordem exata destas opções para que os jogadores cortem com a desordem e encontrem a opção de pagamento de sua escolha. ”

## Cobertura
Xsolla alega ter cobertura global, com a presença de 100% na Rússia e na CEI e forte presença em outras regiões. Por exemplo, em 2011, Xsolla destacou-se no mercado ucraniano, pois representa um dos mercados de mais rápido crescimento para a indústria de jogos na região da Europa Oriental.
A empresa expande o seu portfólio de negócios, adicionando sistemas de pagamento numerosos (como Skrill, SafetyPay, Centili, em 48 países, etc) e programadores / editores de jogos (Barbily,  S2 Games,  Valve,  e muito mais) em todo o mundo.